# IC 305
IC 305 ist eine elliptische Galaxie vom Hubble-Typ E3 im Sternbild Perseus am Nordsternhimmel. Sie ist schätzungsweise 235 Millionen Lichtjahre von der Milchstraße entfernt und hat einen Durchmesser von etwa 55.000 Lichtjahren. 

Im selben Himmelsareal befinden sich u. a. die Galaxien IC 1900, IC 1901, IC 1902 und IC 304.
Das Objekt wurde am 12. September 1890 vom US-amerikanischen Astronomen Sherburne Wesley Burnham entdeckt.